# Raymondcia rigida
Raymondcia rigida is een mosdiertjessoort uit de familie van de Smittinidae. De wetenschappelijke naam van de soort is voor het eerst geldig gepubliceerd in 1886 door Lorenz.